# Distretto di Dernekpazarı
Il distretto di Dernekpazarı (in turco Dernekpazarı ilçesi) è uno dei distretti della provincia di Trebisonda, in Turchia.